# Gunhild Larking
Gunhild Maria Larking (under en tid Svärd), född 13 januari 1936 i Ljungarum, är en svensk före detta friidrottare (höjdhopp) som tävlade för Jönköpings AIF. Hon började hoppa vid 13-årsåldern  och har i intervjuer berättat att hon aldrig hade någon tränare och därför ingen coachning i hur hon skulle hoppa, varför hon hoppade sax- och dykstil under hela karriären. 
Mellan 1952 och 1956 tog hon fem SM-mästerskap i rad och utsågs 1954 till Stor grabb/tjej nummer 173.
Bara 16 år gammal deltog Larking i höjdhopp vid de olympiska spelen i Helsingfors 1952 och kom på nionde plats, med höjden 1,55. Vid europamästerskapen i Bern år 1954 kom hon på fjärde plats. 

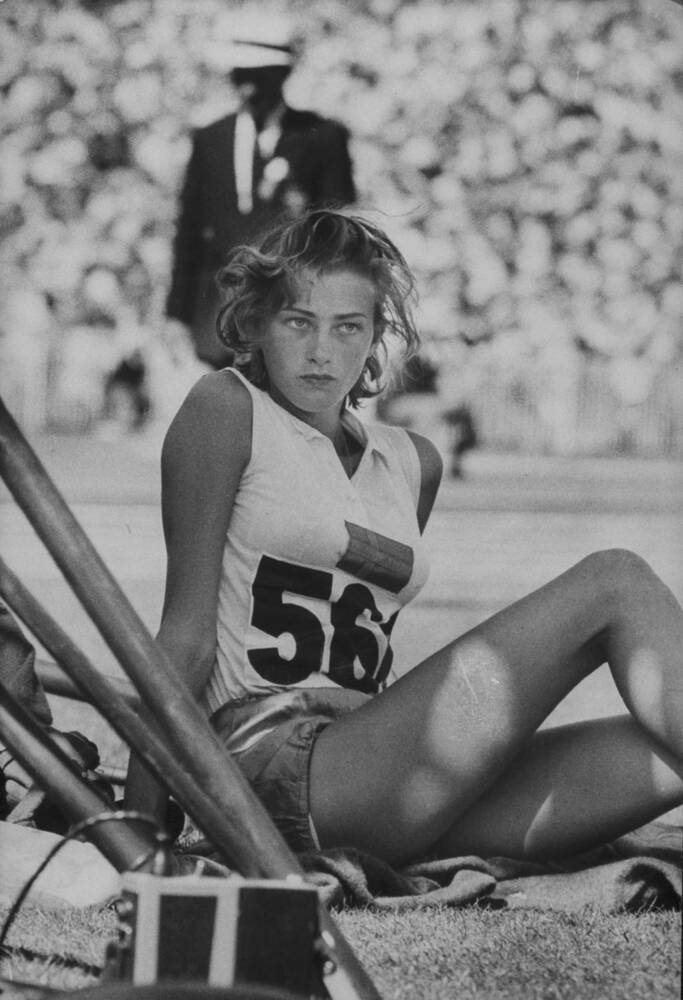
Gunhild Larking i OS 1956, en bild som fick internationell spridning.

Hennes främsta framgång kom i OS 1956 i Melbourne, där hon blev fyra med höjden 1,67 – nytt svenskt rekord och samma höjd som tvåan och trean. Larking var gravid under de olympiska spelen och valde att avsluta karriären därefter, vid 20 års ålder.
Larking blev internationellt uppmärksammad efter en bild från OS i Melbourne fick internationell spridning. Bilden, som publicerades i Lifes julnummer 1956, gjorde att Larking fick fler modellerbjudanden. Bilden är av bestående värde i sociala medier.